# 南海1900号電車
南海1900号電車（なんかい1900ごうでんしゃ）は、現・南海電気鉄道の前身である南海鉄道が、1938年（昭和13年）に導入した電車（制御車）である。
1900号は、同社高野線の観光優等列車運行計画に関連し、優等列車用車両の先行試作車として、汽車製造東京支店にて1938年（昭和13年）7月に落成した。同時代の鉄道車両設計における流行を取り入れた流線形の前面形状と、大きな窓による開放感のある居住性を特徴とし、また車内の前半部をソファ・テーブルなどを備える展望室構造とした豪華な接客設備を有する。しかし、落成時期が日中戦争の本格化による戦時体制への移行期と重なったことから導入は1900号1両のみに留まり、また観光列車運行計画も中止された。
導入後から戦中にかけては貴賓車として運用されたのち、終戦後の1952年（昭和27年）より高野線特急「こうや号」の座席指定車両として運用を開始した。その後、「こうや号」用の新型車両20001系「デラックスズームカー」の導入に伴って1963年（昭和38年）に一般車へ格下げされた。一般車転用に際しては車体の大改造が施工されてモハ1201形類似の外観となり、改造以前の原形は完全に失われた。
一般車格下げ後はモハ1201形・クハ1901形と共通運用され、後年は運転機器を撤去して中間付随車となり、1972年（昭和47年）まで運用された。

## 車体
構造は前年6月に同じ汽車製造会社東京支店で製造された中型車のモハ1201形1218 - 1222の設計を基本とするが、眺望を考慮して腰板高さが引き下げられ、また最大寸法が微妙に異なっている。最大寸法は17,500×2,878×3,815mm、側面窓配置は122D6D2（D：客用扉）で、高野側に流線型の運転台を持つ前面非貫通型・片運転台式となっている。
この流線型前頭部は雨樋が前頭部中央でやや垂れ下がった、特徴的なデザインであるが、これは日本車輌製造が手がけた京阪60型「びわこ」号に端を発する同社製流線型気動車群のデザインの影響下にあり、前面窓に当時としては珍しい曲面ガラスを3枚使用するなど、同時代に製作された類似デザインの車両群の中にあって、洗練されたものの一つとして数えられる。
中間の客用扉から前よりは運転台も含めた展望室（社内呼称A室）で、側窓も広窓を2組の連窓にして眺望を図った。中間の客用扉から後位は一般室（社内呼称B室）である。
展望室車内にはソファー、回転いす、テーブルが装備され、床は市松模様の床材が敷かれていた。天井照明は2ヶ所の通風口の周囲を各6個のグローブつき電球が囲む形で配置されたほか、連窓間の柱にはスタンドが取り付けられていた。また、日よけには当時まだ珍しかったベネシアンブラインドを採用し、一般室との間の仕切に大きなガラス窓を設け、展望室の広窓とあいまって開放感のある内装となっていた。一般室内は窓割りに合わせて転換クロスシートを配置していたが、進行方向左側のシートには折りたたみ式の補助いすを設けてあった。照明はシャンデリア風の灯具を備え、床も木製ではなく床材を敷いていた。仕切の上の櫛桁にはスピーカーを備え、仕切と中央扉との間の柱に車掌スイッチを設けていた。
また、クハ1900は制御付随車であったため制御器や電動機などの主要機器類はなく、運転機器類も化粧板でケーシングされ、運転台を使用するときはカバーを外して使用した。
外装は窓部がアイボリー、窓下がダークグリーンのツートンカラーに塗装されていた。

## 機器
台車は汽車製造製K-16、制御器は電力回生制動指令が可能な東洋電機製造製AUR-11で、当時の高野線大運転用車の標準仕様に準じている。
1960年から1963年にかけての休車中に台車を他車に転用されたため、1963年の格下げ改造後は台車として予備品のBW-86-35Aが装着され、主幹制御器もPC-14-A用に交換された。

## 運用

### 落成から終戦後にかけて
前述の通り、1900号は高野線の観光優等列車運用への充当を念頭に導入されたもので、南海はこの1900号と編成する制御電動車として1938年（昭和13年）9月にモハ1251形1251 - 1258の計8両を導入した。モハ1251形は車体長こそ「大運転」用の従来車と同じく15 m級の小型車であったものの、車内の客用扉間の座席を1900号のB室と同じく転換クロスシート仕様とするなど、優等列車運用を念頭に設計・製造された車両である。優等列車の需要が高まった後には1900号に加えて3両の展望車を増備し、モハ1251形8両と合わせて1900-モハ1251-モハ1251の3両編成を4本組成して運用する計画であったとされる。
しかし、日中戦争の本格化に伴う戦時体制への移行によって観光など娯楽自粛の機運が高まったため、観光優等列車計画は中止され、1900号に次ぐ展望車の増備も立ち消えとなった。モハ1251形8両は一般列車運用に充当されたのちに車内座席のロングシート化改造を受け、1900号は車内設備はそのままに貴賓車へ転用された。貴賓車転用後の1900号は、皇室関係者や政府要人の高野山参詣などに際して運用されたが、その用途上運用機会は極めて少なく、戦中から終戦直後にかけての大半の時期は橋本駅構内へ疎開され、戦後は住ノ江検車区へ移動し、いずれも車体にカバーをかけられた状態で保管された。

### 特急「こうや号」運用
戦後の復興が進んだ1950年代に至り、戦前に計画中止となった高野線の観光優等列車運行が再び計画された。この列車は「こうや号」と命名され、1951年（昭和26年）7月より夏季限定の臨時列車として運行を開始した。当初の「こうや号」は列車種別のない一般列車扱いとされ、モハ1251形の3両編成によって運行された。
「こうや号」は翌1952年（昭和27年）4月のダイヤ改正に際して列車種別が特急となり、同時に運行期間が春季から秋季にかけての時期に拡大された。さらに同年7月には座席指定制を導入し、その座席指定車両として1900号（以下「クハ1900」）が選定された。この連結運転に際して、クハ1900は編成相手となるモハ1251形に合わせて制動装置を従来のAVR自動空気ブレーキからM三動弁を用いるACM自動空気ブレーキへ改造したほかは、車内の接客設備などは落成当時の仕様そのままに就役した。
クハ1900の編成相手には、主にモハ1251形戦後製造グループの中でも最終期に落成したモハ1269 - モハ1276などが充当され、通常モハ1251形2両にクハ1900を連結した3両編成で運行された。しかし、モハ1251形をはじめとする南海に在籍する各形式の戦後製造グループはいずれも窓の上下寸法が戦前製造グループと比較して大幅に小型化されており、車内座席がロングシート仕様であったことを含めてクハ1900との接客設備の格差が著しかったことから、翌1953年（昭和28年）にはモハ1251形についても車内外の整備を施工して接客設備の改善を図り、同時に「こうや号」を全車全席とも座席指定制とした。
この際、モハ1251形の中からモハ1251・モハ1252・モハ1254の3両が「こうや号」専用車両に選定された。同3両はクハ1900と同じく戦前に計画された高野線観光優等列車用に新製された計8両の一部であり、計画から15年を経過して初めて両形式が編成を組成して優等列車運用に充当される形となった。同3両は戦中にロングシート化されていた客用扉間の座席を含め、車内全席を転換クロスシート仕様に改装したほか、多客時対策として補助席を新設、また車体塗装をクハ1900と同一の上半分をアイボリー・下半分をダークグリーンとした2色塗装に変更した。
全席座席指定列車となったのちの「こうや号」は、通常はクハ1900にモハ1251・モハ1252・モハ1254のうちいずれか2両を連結した3両編成で運行され、多客時には予備車1両を増結して「こうや号」専用車両を総動員した4両編成で運行された。

### 特急運用からの撤退
その後、1958年（昭和33年）に高野線初のカルダン駆動車である21001系「ズームカー」が就役すると、従来型の吊り掛け駆動車であるモハ1251形および編成相手のクハ1900は性能面での見劣りが指摘されるようになった。また、同時期に私鉄事業者各社が導入した新型特急車、いわゆる「デラックス特急」各形式と比較すると接客設備の陳腐化が否めなかったことから、南海はクハ1900・モハ1251形に代わる「こうや号」用新型車両の導入を計画した。
1961年（昭和36年）7月に20001系「デラックスズームカー」が落成、2代目「こうや号」として運用を開始した。これに先立つ1960年（昭和35年）秋季をもって、クハ1900・モハ1251形は「こうや号」としての運用を終了した。
「こうや号」運用離脱後、モハ1251形1251・1252・1254については一般形車両への格下げ改造に加えて、当時同形式を対象に順次施工されていた車体更新修繕工事が1961年（昭和36年）度中に施工され、車内座席のロングシート化・車体塗装のダークグリーン1色塗装化などが行われた。
一方、クハ1900は車体構造や接客設備が特殊であったことから、運用離脱後は処遇未定のまま天下茶屋工場構内にて休車状態で保管された。当初は、原形の車体構造や接客設備をそのまま生かす形で南海本線の四国連絡特急への転用も検討され、また前位寄りに客用扉を新設して3扉構造化の上で一般形車両へ格下げする案も存在したとされるが、いずれも実現しなかった。なおこの休車期間中、クハ1900は従来装着したK-16台車を衝突事故により台車を全損したモハ1551形1562の復旧に際して供出し、予備品のブリル27-MCB-2台車に換装された。

### 一般車格下げから退役まで
最終的に、クハ1900は車体寸法が近似したモハ1201形の制御車へ転用されることが決定し、1963年（昭和38年）に天下茶屋工場にて更新修繕工事を兼ねた一般車格下げ改造が施工された。
改造に際しては、従来の運転台側妻面であった流線形の前頭部を切妻構造の連結面に作り替え、旧連結面側の妻面へ運転台を移設した。これはクハ1900の旧連結面側の妻面がモハ1201形などと同一の半径3,350 mmの丸妻構造であったため、形態統一目的で施工されたものである。この改造によって運転台の位置が前後反転するため、改造に先立ってクハ1900を国鉄竜華操車場へ回送し、改造後の運転台側妻面が従来通り極楽橋・和歌山向きとなるよう方向転換が実施された。
また、各妻面・側面とも腰板部の上下寸法拡大すなわち窓の下端部を上方へ移動する形で各窓の上下寸法を950 mmに縮小し、窓および腰板部の上下寸法をモハ1201形の1937年（昭和12年）落成グループと統一した。これは車内座席のロングシート化に際して、従来構造のままでは上下寸法が不足し座席背面モケットの設置が困難であったためである。側面にはモハ1201形に準じた寸法の乗務員扉・客用扉・側窓を配置した。ただし、クハ1900は車体長の都合から客用扉間の側窓がモハ1201形の8枚に対して7枚と1枚少ない点が異なる。また一部の窓間柱は、原形当時に運転台直後および展望室の壁掛け照明器具取り付け箇所の2箇所に存在した太い窓間柱を移設転用したため、客用扉間の側窓が2・3・2の形に太い窓間柱で区分されている点が特徴である。改造後の側面窓配置はd 3 D 2 3 2 D 4（d：乗務員扉、D：客用扉）と変化した。
その他、車体塗装が他の一般車と同じくダークグリーン1色塗装に改められたほか、編成相手となるモハ1201形の仕様に合わせて制動装置がA弁を用いるACA自動空気ブレーキに、運転台主幹制御器がゼネラル・エレクトリック (GE) 系のPC電空カム軸式自動加速制御装置に対応した機種にそれぞれ改造・交換された。また、台車は木造車の廃車発生品のBW-86-35A釣り合い梁式台車に換装された。
この格下げ改造によってクハ1900は原形とは全く異なる一般形車両に再生され、モハ1201形や同形の制御車であるクハ1901形と何ら区別されることなく共通運用された。さらに、1968年（昭和43年）に使用が開始された自動列車停止装置 (ATS) の車上装置整備に関連して、クハ1900は他のクハ1901形と同様に運転機器を撤去して付随車化され、記号番号をサハ1900と改めた。
1970年（昭和45年）より南海本線・高野線の架線電圧1,500 V昇圧工事が開始され、経年の浅い既存車両については順次昇圧対象改造が施工されたが、サハ1900は他の半鋼製車体の従来車各形式と同じく昇圧対応工事の対象より除外された。サハ1900は1973年（昭和48年）10月の昇圧工事完成に先立つ1972年（昭和47年）6月10日付で除籍され、形式消滅した。